# Agulo
Agulo és un municipi situat al nord de l'illa de la Gomera, a les illes Canàries. Els principals nuclis de població són Agulo casco, Las Rosas, La Palmita i el caserío de Lepe.

## Població
| Any  | Població | Densitat    |
| ---- | -------- | ----------- |
| 1991 | 1.115    | 43,91 h/km² |
| 1996 | 1.157    | 45,57 h/km² |
| 2001 | 1.127    | 44,39 h/km² |
| 2004 | 1.221    | 48,09 h/km² |

## Història
Va ser fundat el dia 27 de setembre de 1607 per colons en la seva majoria procedents de l'illa de Tenerife. No obstant això, aquest primer intent de poblament va fracassar als pocs anys, abandonant els amos les terres donades per al cultiu. No fou fins uns anys després, en 1620, quan es va iniciar el definitiu assentament de població en el lloc. En 1739 es va constituir l'ajuntament i es va fundar la Parròquia de San Marcos Evangelista; en 1768 el poble ja tenia 625 habitants. Gràcies al cultiu del plàtan, en les primeres dècades del segle XX el municipi experimenta cert auge econòmic. La societat d'Agulo va ser històricament una societat dividida en dos sectors: d'una banda, estaven els agricultors i obrers, i per l'altre, una reduïda elit.